# BLNAR
BLNAR – (β-lactamase negative, ampicilin resistant) – nazwa opornych szczepów bakterii należących do gatunku Haemophilus influenzae. Nie można wykluczyć, że ten sam mechanizm jest obecny u niektórych bakterii Haemophilus parainfluenzae (wykryte u pacjentów przebywających w rejonach Południowej Afryki) oraz Haemophilus haemolyticus.

## Mechanizm oporności
Oporność jest związana z modyfikacją białek (PBP) będących miejscem wiązania beta-laktamów (zwłaszcza mutacja genu ftsl kodująca białko PBP 3A/3B polegająca na substytucji 1-3 aminokwasów w pobliżu centrum aktywnego enzymu). Kolejne mutacje u szczepów BLNAR mogą dotyczyć pompy ArcAB. Innym mechanizmem oporności na beta-laktamy jest wytwarzanie przez bakterie enzymu rozkładającego antybiotyk; szczepy BLNAR nie wytwarzają jednak takiego enzymu, co zostało podkreślone w nazwie (beta-laktamazo ujemne, ampicylinooporne).
Na tempo rozprzestrzeniania się tej mutacji wpływa prawdopodobnie zdolność do horyzontalnego transferu mutacji genu ftsI.

### Najczęstsze mutacje
Mutacje w obrębie genu ftsI obejmują (pozycja, pierwotny aminokwas, aminokwas po mutacji):
- 526 (Asn→Lys),
- 517 (Arg→His),
- 377 (Met→Ile),
- 385 (Ser→Thr),
- 389 (Leu→Phe)

## Historia
Markowitz w 1980 roku opisał szczep Haemophilus influenzae oporny na ampicylinę, które nie wytwarzał beta-laktamazy; mechanizm oporności był dla niego niejasny. Był to pierwszy tego typu przypadek na świecie. w 1981 stanowiły one 2% szczepów H. influenzae, natomiast 5 lat później już 4%. W 1985 w Quebecu na 200 szczepów zidentyfikowano tylko 4 BLNAR. W 1988 Needham podejrzewał w tym rzadkim ówcześnie mechanizmie oporności mutacje w obrębie PBP 4 i 5.
Na początku lat 90 szczepy BLNAR nie wydawały się istotnym zagrożeniem - zależnie od rejonu występowały one u 0,4-2,8% badanych bakterii Haemophilus influenzae (dla porównania - w USA ponad 20% szczepów wytwarzało beta-laktamazę). Uważano, że produkcja enzymu rozkładającego beta-laktamy utrudni spopularyzowanie innego mechanizmu oporności na tę samą klasę antybiotyków. Ponadto niektóre szczepy mogły zostać błędnie sklasyfikowane jako BLNAR ze względu na niejasne kryteria dotyczące MIC ampicyliny. Dopiero później ustalono minimalne stężenie ampicyliny na 2 mikrogramy na mililitr.
Analiza Haemophilus influenzae z 30 amerykańskich laboratoriów mikrobiologicznych z okresu listopad 1994 - kwiecień 1995 wykazała m.in. że 2,5% szczepów należy do grupy BLNAR. 1,1% bakterii posiadało oba mechanizmy oporności - wytwarzało enzym i miało zmodyfikowane białka PBP) – szczepy te nazwano BLPACR (β-lactamase positive, ampicilin-clavulanate resistan).
W badaniu zakończonym w 1995 roku nie zidentyfikowano żadnego szczepu BLNAR w São Paulo.
W 1999 opisano szczepy BLNAR u japońskich dzieci chorujących na zakażenie dróg oddechowych. W innej japońskiej publikacji z tego samego roku oceniono częstość oporności polegającej na wytwarzaniu beta-laktamazy i modyfikacji PBP za porównywalną (14 i 14,5%). Wśród szczepów Haemophilus influenzae będących czynnikiem etiologicznym zapalenia ucha środkowego 25% należało do BLNAR, a 15,5% wytwarzało beta-laktamazę (2000, Japonia).
W Hiszpanii w 1999 oceniono częstość występowania BLNAR na 9,3%; szacunki z wcześniejszych lat mówiły o około 5%. BLPACR stanowiło 0,1% wszystkich szczepów. W tym okresie zakażenia w Europie Wschodniej były rzadkie (0,2-0,3%). 
W 2000 Japończycy potwierdzili istnienie szczepów BLPACR; równocześnie ocenili częstość występowania BLNAR na 9%. Inne badanie wykazało ogromne różnice w wykrywaniu szczepów BLNAR - zakres sięgał 5-44% - zależnie od użytej metody; postulowano ujednolicenie kryteriów rozpoznawania BLNAR.
W 2001 wykazano bezpieczeństwo i skuteczność meropenemu; zarówno in vitro jak i na myszach.
W 2002 opisano w Holandii 9 przypadków BLNAR z 2 szpitali; autorzy sugerowali zakażenie wewnątrzszpitalne.
Japończycy badacze w 2002 roku zauważyli tendencje spadkową wśród szczepów wytwarzających beta-laktamazę (mniej niż 10% ogółu), natomiast częstość BLNAR wciąż rosła. Udział BLNAR wśród bakterii Haemophilus influenzae zwiększył się w ciągu dwóch lat prawie czterokrotnie. W 2005 ogłoszono, że wśród chorych leczonych ambulatoryjnie na infekcje dróg oddechowych odsetek BLNAR wśród H. influenzae wynosił 35%. Tego typu oporność wiąże się z trudnością w doborze empirycznego antybiotyku przy infekcji dróg oddechowych, makrolidy skuteczne względem BLNAR nie działają na pneumokoki (Japońskie szczepy są oporne na ten antybiotyk).
Według Zakładu Epidemiologii i Mikrobiologii Klinicznej Narodowego Instytutu Zdrowia Publicznego w Warszawie w latach 2002-2004 12,8% szczepów miało oporność typu BLNAR, natomiast 9% wytwarzało beta-laktamazę.
Kanadyjczycy w 2002 roku zakończyli badanie nadzoru mikrobiologicznego PROTEKT - szczepów BLNAR okazało się bardzo mało (<0,1%).
Do 2004 w Moskwie zidentyfikowano pięć przypadków BLNAR.
W 2004/2005 procentowa liczba szczepów BLNAR pozostawała w Europie taka sama jak w latach 2002/2003 (zaś udział bakterii wytwarzających beta-laktamazę zmalał).
W 2006 roku 30% bakterii Haemophilus influenzae w Korei Południowej okazało się mieć oporność typu BLNAR.
Pierwsze ogólnokrajowe japońskie badanie oporności bakterii na antybiotyki przeprowadzone w okresie styczeń-sierpień 2006 wykazało odsetek 29,1% BLNAR i 4,8% BLPAR.
Przegląd porównujący oporność w 1997 i 2006 wykazał niezbicie większy udział szczepów BLNAR w 2006; dotyczy to zwłaszcza najmłodszej grupy wiekowej (<3 lata).

## Leczenie
Szczepy BLNAR mają 2-3 razy wyższe MIC dla wszystkich antybiotyków beta-laktamowych.
Opisano przypadek rocznego chłopca z ZOMR u którego skuteczne okazały się duże dawki ceftriaxonu. Aktywność względem bakterii zachowuje piperacylina (z tazobaktamem lub bez niego), lewofloksacyna, tozofluksacyna (fluorochinolony), cefditoren (cefalosporyna III generacji); z makrolidów najlepsza okazała się azytromycyna. Jednak lekiem z wyboru podczas podejrzenia infekcji BLNAR jest ceftraxon; lek ten jest skuteczny także względem pneumokoków.
In vitro skuteczne okazało się połączenie meropenemu z cefotaksymem, ryfampicyną lub ampicyliną. 
Trudne w leczeniu zapalenie opon mózgowych wywoływane przez szczepy BLNAR spowodowały pojawienie się w Japonii głosów o konieczności rutynowego szczepienia niemowląt przeciwko Haemophilus influenzae.